# Lauren Woodland

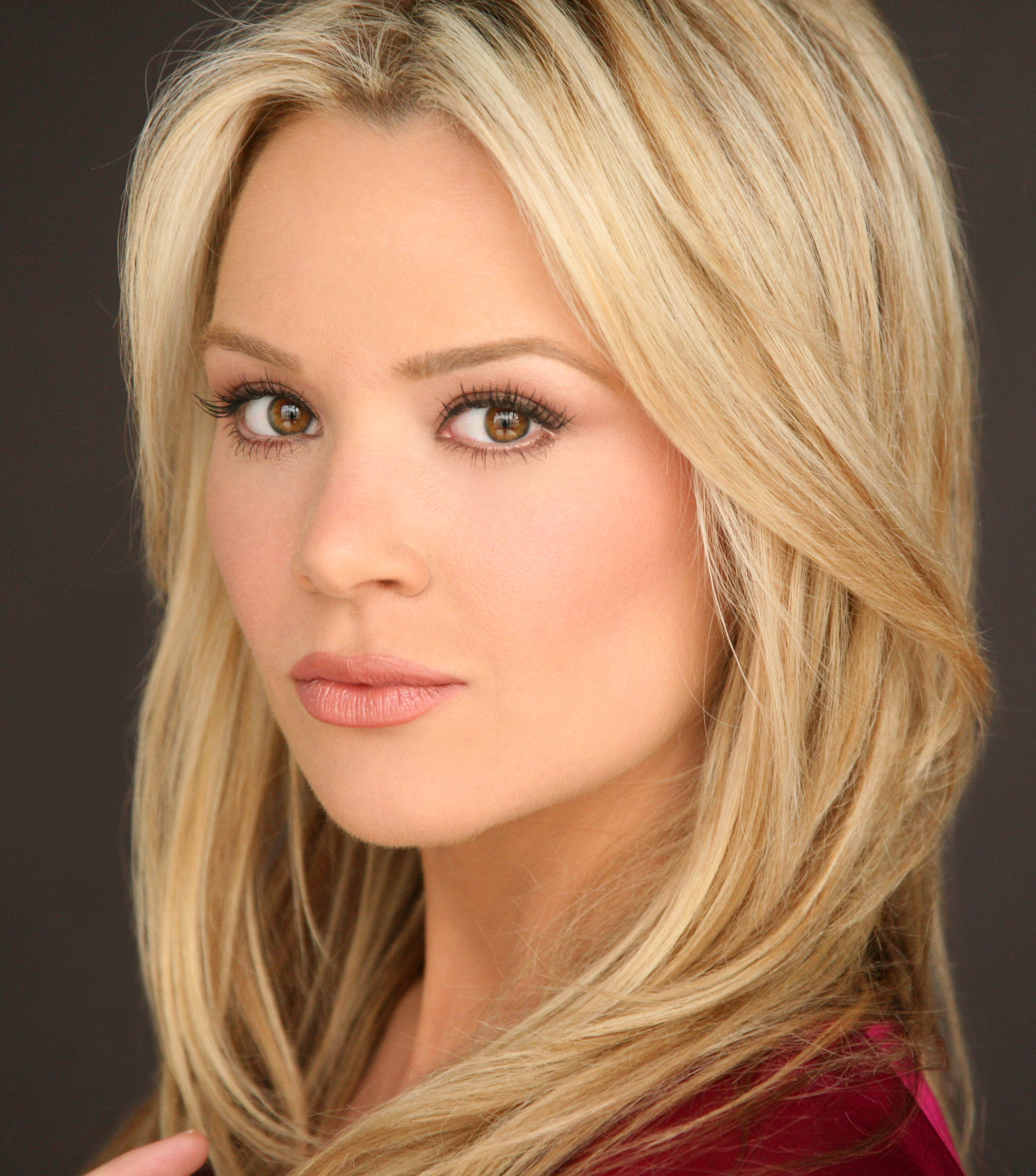
Lauren Woodland (2008)

Lauren Woodland (* 28. Oktober 1977 in Carson City) ist eine US-amerikanische Schauspielerin und Rechtsanwältin.

## Ausbildung
Nach ihrem Schulabschluss besuchte Woodland die Tisch School of the Arts an der New York University, bevor sie an die University of Southern California wechselte. Dort erwarb sie im Hauptfach Geschichte und im Nebenfach Religion einen magna cum laude einen Bachelorabschluss. An der UCLA schloss Woodland 2011 mit dem Erwerb des Juris Doctor ein Studium der Rechtswissenschaften ab. Während ihres Studiums engagierte sie sich in der Redaktion der UCLA Entertainment Law Review.

## Schauspielkarriere
Woodland ist bereits seit ihrer Kindheit als Schauspielerin tätig. Als Sechsjährige debütierte sie in einer Hot-Dog-Werbung. Es folgten zahlreiche weitere Auftritte in Werbeclips und als Komparsin in TV-Serien. Von 1989 bis 1990 trat sie in der Science-Fiction-Serie Alien Nation als Emily Francisco auf. Diese Rolle verkörperte sie auch in allen zwischen 1994 und 1997 erschienen Alien-Nation-TV-Filmen. 1990 verkörperte sie die Jamie Spontini in der Episode „The Great Spontini“ der TV-Serie Zurück in die Vergangenheit.
Als Erwachsene spielte Woodland zunächst einige Rolle in Seifenopern. 1998 trat sie in einigen Folgen von Sunset Beach auf, auch in Port Charles hatte sie eine kleine Rolle. Ab 1999 spielte sie ihre wohl prägendste Rolle als Brittany Hodges in Schatten der Leidenschaft. Diese Rolle spielte sie in 392 Folgen der Serie und kehrte nach Austritten und Pausen mehrfach bis ins Jahr 2021 in diese Rolle zurück. Für ihre Darbietung wurde sie 2004 für den Daytime Emmy Award nominiert. Daneben hatte sie weitere Kurzauftritte in weiteren TV-Serien, unter anderem 2007 in der Folge Stand Up and Holler der Serie Cold Case – Kein Opfer ist je vergessen.

## Rechtsanwältin
Nach ihrem Studienabschluss erwarb Woodland die Anwaltszulassung für die Anwaltschaften von Kalifornien und des District of Columbia und trat eine Stellung bei White & Case an. Später schloss sie sich der kalifornischen Kanzlei NOVIAN & NOVIAN, LLP an, wo sie sich als Senior Counsel insbesondere in der Zivilprozessführung betätigt.

## Filmografie (Auswahl)
- 1983: Hardcastle & McCormick (TV-Serie, 1 Episode)
- 1986: The Wizard (TV-Serie, 1 Episode)
- 1989–1990: Alien Nation (TV-Serie, 22 Episoden)
- 1989: Zurück in die Vergangenheit: (TV-Serie, 2 Episoden)
- 1994: Alien Nation: Dark Horizon
- 1995: Alien Nation: Body and Soul
- 1996: Alien Nation: Millennium
- 1996: Alien Nation: The Enemy Within
- 1997: Alien Nation: The Udara Legacy
- 1998: Sunset Beach (TV-Serie, 8 Episoden)
- 1999: Port Charles (TV-Serie, 3 Episoden)
- 2000–2021: Schatten der Leidenschaft (TV-Serie, 392 Episoden)
- 2007: Cold Case – Kein Opfer ist je vergessen (TV-Serie, 1 Episode)